# 莱宗河
莱宗河（法語：Laizon，法語發音：[lɛzɔ̃]）是法国诺曼底大区卡尔瓦多斯省的河流，是迪沃河的左支流，长39千米。